# سیل ۲۰۱۸ اردن
سیل ۲۰۱۸ اردن در بعد از ظهر روز پنجشنبه ۲۵ اکتبر با بارش باران‌های سیل‌آسا در چندین منطقه از این کشور شروع شد که باعث سرنگونی یک اتوبوس در منطقه دریای مرده و مرگ دست‌کم ۲۱ نفر شد.

## شرح
در بعد از ظهر روز پنجشنبه ۲۵ اکتبر ۲۰۱۸ بارش شدید باران باعث جاری شدن سیل در مناطق مختلف اردن گشت. در منطقه دریای مرده یک اتوبوس حامل ۳۷ دانش‌آموز و ۷ نفر همراه به دلیل بارش باران‌های سیل‌آسا و ریزش بخشی از جاده از مسیر منحرف شد و واژگون گردید و دست‌کم ۲۱ نفر کشته و ۲۳ نقر زخمی شدند. کشته شدگان عمدتاً دانش‌آموزان و علاوه بر آن سه عراقی و یک زن ۲۰ ساله نیز جز قربانیان بودند.
سی و هفت نفر در عملیات نجات، توسط هلیکوپترها و غواصان نجات یافتند.

## واکنش‌ها
ملک عبدالله، پادشاه اردن طی پیامی گفت: این تراژدی بزرگ قلب همه ما را جریحه‌دار کرده‌است.